# Los Marines
Los Marines település Spanyolországban, Huelva tartományban. Los Marines Alájar, Castaño del Robledo, Fuenteheridos, Valdelarco, Cortelazor, Aracena és Linares de la Sierra községekkel határos. Lakosainak száma 424 fő (2024).

## Népesség
A település népessége az utóbbi években az alábbiak szerint változott:
| Lakosok száma | 324  | 327  | 320  | 358  | 347  | 280  | 384  | 396  | 410  | 424  |
|               | 2001 | 2004 | 2006 | 2009 | 2011 | 2014 | 2016 | 2019 | 2021 | 2024 |